# Okres Opava
Opava (Duits: Troppau) is een district (Tsjechisch: Okres) in de Tsjechische Moravië-Silezië. De hoofdstad is Opava. Het district bestaat uit 77 gemeenten (Tsjechisch: Obec). De gemeenten Čavisov, Dolní Lhota, Horní Lhota en Velká Polom, die voor 1 januari 2007 bij deze okres hoorden, horen nu bij de okres Ostrava-město.

## Lijst van gemeenten
De obce (gemeenten) van de okres Opava. De vetgedrukte plaatsen hebben stadsrechten. De cursieve plaatsen zijn steden zonder stadsrechten (zie: vlek).
Bělá - Bohuslavice - Bolatice - Branka u Opavy - Bratříkovice - Brumovice - Březová - Budišov nad Budišovkou - Budišovice - Čermná ve Slezsku - Darkovice - Děhylov - Dobroslavice - Dolní Benešov - Dolní Životice - Háj ve Slezsku - Hať - Hlavnice - Hlubočec - Hlučín - Hněvošice - Holasovice - Hrabyně - Hradec nad Moravicí - Chlebičov - Chuchelná - Chvalíkovice - Jakartovice - Jezdkovice - Kobeřice - Kozmice - Kravaře - Kružberk - Kyjovice - Lhotka u Litultovic - Litultovice - Ludgeřovice - Markvartovice - Melč - Mikolajice - Mladecko - Mokré Lazce - Moravice - Neplachovice - Nové Lublice - Nové Sedlice - Oldřišov - Opava - Otice - Píšť - Pustá Polom - Radkov - Raduň - Rohov - Skřipov - Slavkov - Služovice - Sosnová - Staré Těchanovice - Stěbořice - Strahovice - Sudice - Svatoňovice - Šilheřovice - Štáblovice - Štěpánkovice - Štítina - Těškovice - Třebom - Uhlířov - Velké Heraltice - Velké Hoštice - Větřkovice - Vítkov - Vršovice - Vřesina - Závada
Bruntál · Frýdek-Místek · Karviná · Nový Jičín · Opava · Ostrava-město